# Hoe is het zover kunnen komen?
Hoe is het zover kunnen komen? was een 25 minuten durend humoristisch archiefprogramma dat van 2011 tot 2012 uitgezonden werd op de Vlaamse openbare omroep. De fragmenten werden aaneengepraat door de stem van Tom De Cock. In het programma werd aan de hand van beelden uit het VRT-archief aangetoond dat sommige recente televisiegebeurtenissen eigenlijk best voorspelbaar waren.
Het programma werd uitgezonden op Eén en was vergelijkbaar met andere archiefprogramma's zoals Het ABC van de VRT, De leukste eeuw en Alles voor de Show.